# Rito Selvaggi
Rito Selvaggi (* 22. Mai 1898 in Noicattaro; † 19. Mai 1972 in Zoagli) war ein italienischer Komponist, Dirigent und Musikpädagoge.

## Leben und Werk
Rito Selvaggi studierte Klavier und Komposition am Liceo Musicale in Pesaro und später bei Ferruccio Busoni. Von 1930 bis 1934 wirkte er als Direktor des Istituto Musicale Pergolesi in Varese und der Musikschule in Lugano. Von 1934 bis 1938 lehrte er Komposition am Conservatorio in Parma. Dann leitete er das Conservatorio in Palermo. Von 1959 bis 1968 wirkte er als Direktor des Conservatorio di Musica Arrigo Boito in Parma.
Rito Selvaggi komponierte die Opern Maggiolata Veneziana (Neapel 1929) und Santa Caterina da Siena (1947), die Orchesterwerke Suite Scarlatti (1936), Suite Inglese für Kammerorchester (1953), das Concerto Italiano für Streichorchester (1957), ein Streichquartett (1937), das Oratorium Estasi de San Francesco (1930), die vierstimmige Messa Antonia (1930) und das Stabat Mater für Soli, Frauenchor und Orchester (1942).
Darüber hinaus komponierte er das Dramma mistico Eletta (1947), die Trilogia del fuoco San Lorenzo, Giovanna d’Arco und Savanarola (1955), das Trittico sinfonico La natività di Gesù (1935), die Ouvertüre olimpionica Il più bel dono della vita für Orchester (1966), eine Violinsonate (1939), die Sonate Omaggio a Chopin (1961), die Suite für Klavier (1965), die Suite Fiori Mariani für Orgel (1963). Er verfasste Chöre sowie Instrumentationen von Cembalomusik von Johann Sebastian Bach, Muzio Clementi, Girolamo Frescobaldi, Baldassare Galuppi und Domenico Zipoli für Streichorchester und Bearbeitungen unter anderem von Robert Schumanns Symphonien. Rito Selvaggi verfasste auch Lehrwerke.